# Mashra'a Wa Hadnan (huyện)
Huyện Mashra'a Wa Hadnan là một huyện thuộc tỉnh Ta`izz, Yemen. Đến thời điểm năm 2003, huyện này có dân số 109533 người